# دیدیوس ژولیانوس
مارکوس دیدیوس سوروس ژولیانوس (به لاتین: Marcus Didius Severus Julianus)‏ (۲ فوریه ۱۳۷ - ۱ ژوئن ۱۹۳) امپراتور روم به مدت سه ماه در سال ۱۹۳ میلادی بود.

## زندگینامه
مارکوس دیدیوس ژولیانوس سربازی رومی و فرماندار پیشین گل بود. او در تاریخ ۲۸ مارس ۱۹۳، پس از آنکه امپراتور وقت روم پرتیناکس پس از سه ماه حکومت به دست پرتورینها به قتل رسید با رشوه دادن به آنها قدرت را در دست گرفت و امپراتور جدید روم شد.
با این حال عمر حکومت او نیز چندان طولانی نبود. سنای روم خیلی زود رأی به انتخاب رقیب او لوسیوس سپتیموس سوروس به عنوان امپراتور جدید داد. دیدیوس ژولیانوس از قدرت خلع و چندی بعد در ۱ ژوئن ۱۹۳ به خواست فوری جولیا دومنا همسر سوروس به فرمان سپتیموس سوروس در قصر خود به طرز بی رحمانه ای به قتل رسید.